# Alexander Papagos
Aléxandros Papágos (græsk Αλέξανδρος Παπάγος, 9. december 1883 i Athen - 4. oktober 1955 i Athen) var en græsk feltmarskal som ledede den græske hær under den Græsk-italienske krig og i de sidste faser af den græske borgerkrig. I 1951 afsluttede han sin karriere i hæren for at satse på politik, og var Grækenlands statsminister fra 1952 til 1955.